# Череа (Верона)
Череа (итал. Cerea) је насеље у Италији у округу Верона, региону Венето.
Према процени из 2011. у насељу је живело 12869 становника. Насеље се налази на надморској висини од 17 м.

## Становништво
Према резултатима пописа становништва 2011. у општини је живело 16.251 становника.
| 1931. | 1936.  | 1951.  | 1961.  | 1971.  | 1981.  | 1991.  | 2001.  | 2011.  |
| ----- | ------ | ------ | ------ | ------ | ------ | ------ | ------ | ------ |
| 9.831 | 10.343 | 11.531 | 12.095 | 14.068 | 14.878 | 14.632 | 15.254 | 16.251 |